# Feuerwachturm Wolfgarten

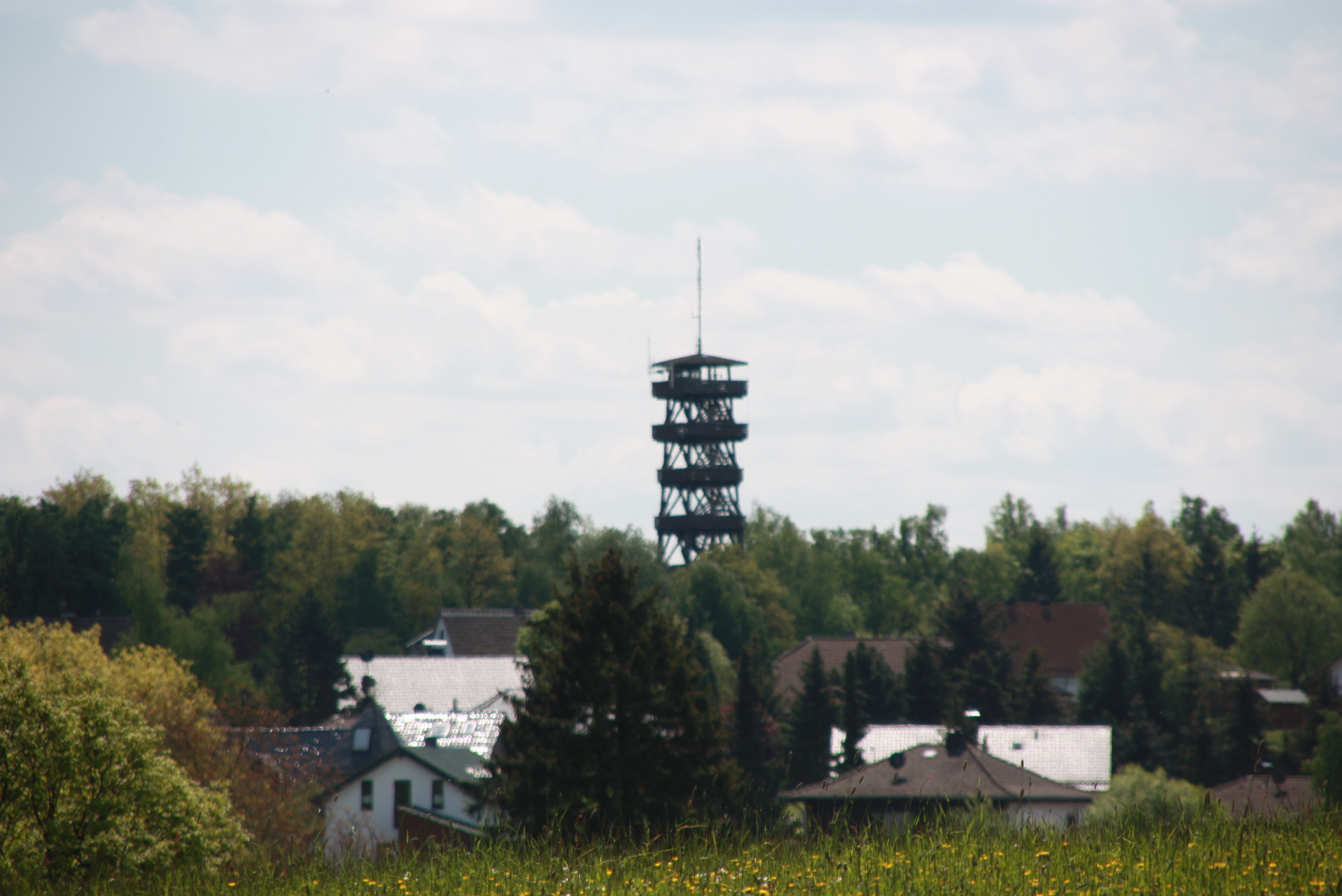
Aussichtsturm in Wolfgarten

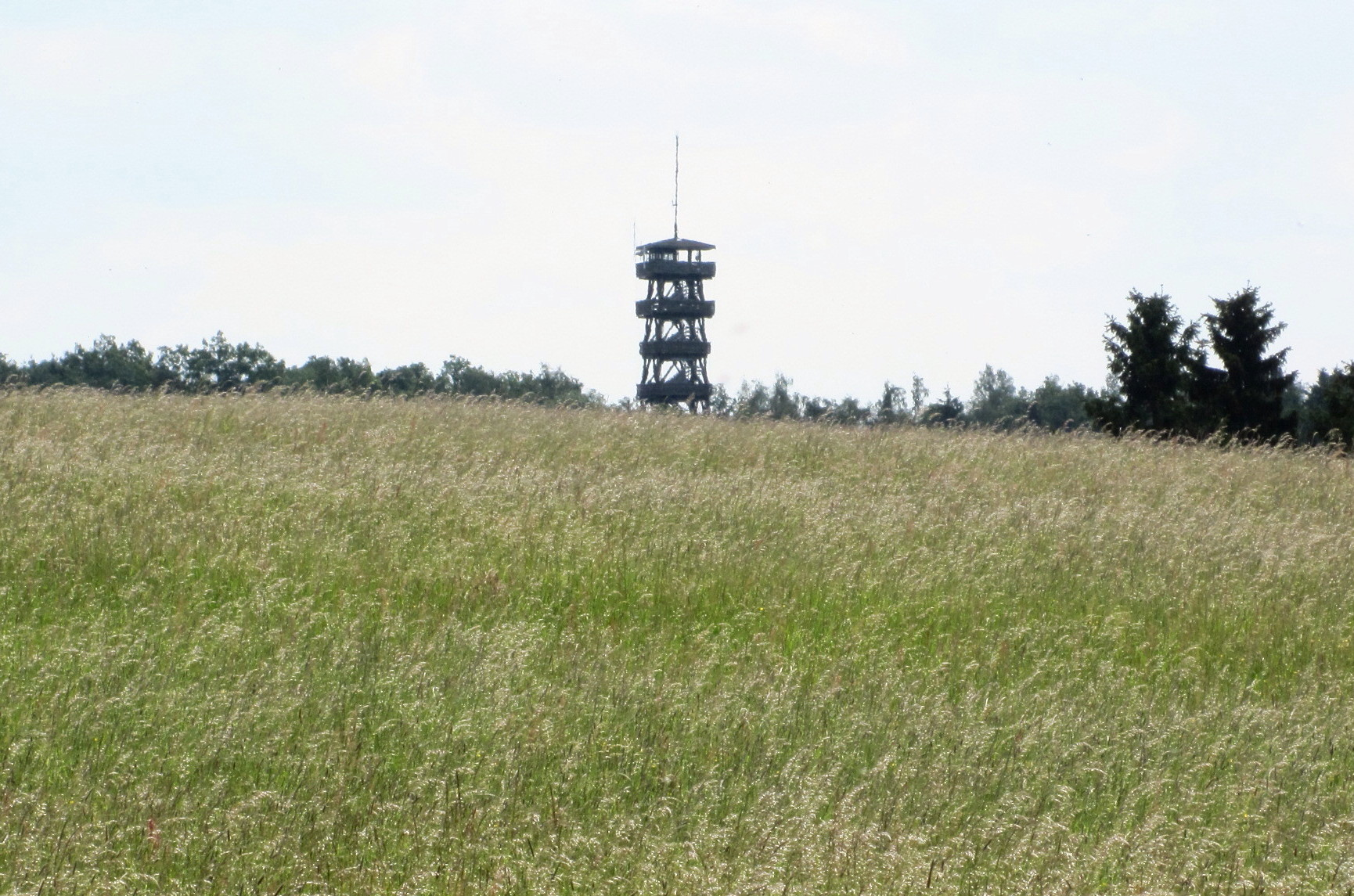
Der Turm

Der Feuerwachturm Wolfgarten, auch Eifelblick genannt, im nordrhein-westfälischen Kreis Euskirchen war ein Feuerwachturm auf dem Kermeter und späterer Aussichtsturm am Südostrand des Schleidener Stadtteils Wolfgarten. Er stürzte nach einem Brand am 13. Juni 2017 ein.

## Geographische Lage
Der weithin sichtbare Turm stand im Naturpark Hohes Venn-Eifel etwa 120 m nordöstlich vom Gipfel der höchsten Erhebung (namenlose Kuppe; 527,8 m ü. NHN) des Nordeifelteils Kermeter auf etwa 527 m Höhe; etwa 20 m nördlich des Turms ist auf topographischen Karten ein trigonometrischer Punkt auf 527,4 m Höhe verzeichnet. In Richtung Süden fällt die Landschaft mit den Bächen Lompig und Großer Scheuerbach zur nahen Urft und nach Norden mit dem Heimbach zur Rur ab.

## Beschreibung
Der im Jahr 1971 erbaute, hölzerne, etwa 30 m hohe und ehemalige Feuerwachturm war mit anderen Türmen Teil eines Überwachungssystems bei Waldbrandgefahr in den ausgedehnten Wäldern der Nordeifel; alle anderen Türme wurden auf Grund ihres Alters, wegen Baufälligkeit und anderer Überwachungsmöglichkeiten abgerissen. In der obersten Etage befand sich ein Wohnraum, so dass bei akuter Brandgefahr der Wachturm rund um die Uhr besetzt werden konnte. Über 94 Stufen konnte der Turm bestiegen und als Aussichtsturm genutzt werden.